# Shangrilá
Ne doit pas être confondu avec Shangri-La.
Shangrilá est une ville et une station balnéaire de l'Uruguay située dans le département de Canelones. Elle forme part de la Ciudad de la Costa.

## Localisation
Elle est distante de 18 kilomètres de Montevideo.

## Population
Sa population est de 3 195 habitants environ (2011).
| Année | Population, |
| ----- | ----------- |
| 1963  | 372         |
| 1975  | 1 057       |
| 1985  | 1 758       |
| 1996  | 3 014       |
| 2004  | 2 902       |
| 2011  | 3 195       |

## Carte

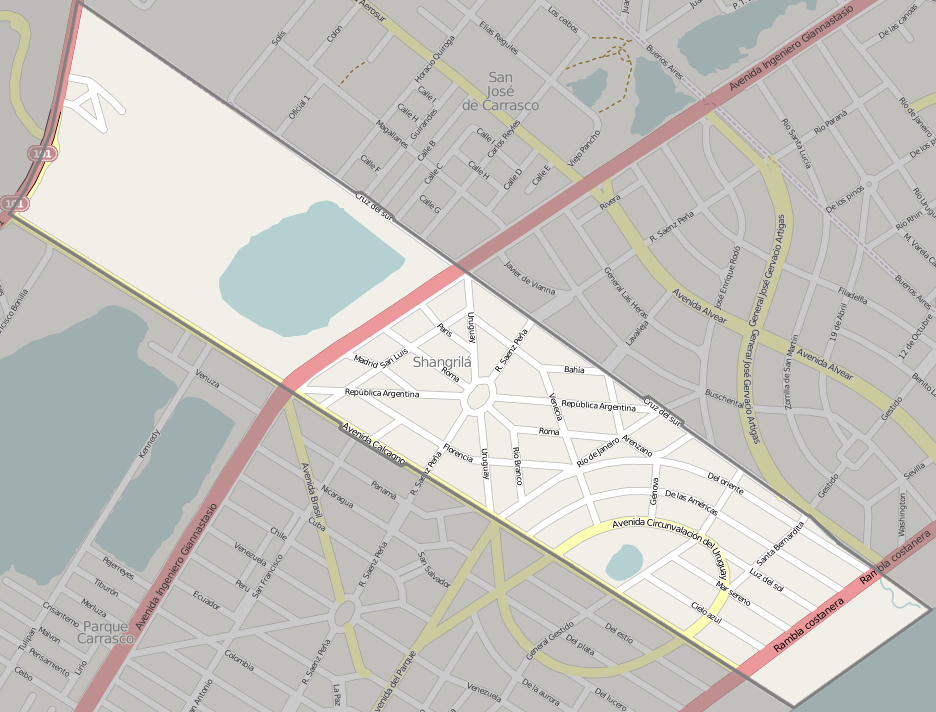
Carte de Shangrilá